# 比弗溪 (科羅拉多州)
比弗溪（英語：Beaver Creek）是位於美國科羅拉多州伊格爾縣的一個非建制地區。該地的面積和人口皆未知。

## 地理
比弗溪的座標為39°36′18″N 106°30′55″W / 39.60500°N 106.51528°W，而該地的平均海拔高度為2460米（即8080英尺）。